# Ирвинг, Дэвид
Дэвид Ирвинг (англ. David John Cawdell Irving, род. 24 марта 1938, Брентвуд, Эссекс, Великобритания) — британский отрицатель Холокоста и писатель. Автор книг, содержащих нетрадиционный взгляд на историю Второй мировой войны — в частности «Уничтожение Дрездена» (1963), «Война Гитлера» (1977) и «Война Черчилля» (1987). В своих работах Ирвинг утверждал, что Гитлер ничего не знал об истреблении евреев. Ирвинг основывался на псевдонаучном отчёте Лейхтера и отрицал уничтожение евреев в газовых камерах Аушвица.
Ирвингу запрещали въезд в Германию, Австрию, Канаду, Австралию и Новую Зеландию. 20 февраля 2006 года австрийский суд приговорил его к трём годам тюремного заключения за отрицание Холокоста.

## Биография
Дэвид Ирвинг родился 24 марта 1938 года. Дэвид и его брат близнец Николас родились в Брентвуде, графство Эссекс. Отец Джон Ирвинг — офицер военно-морского флота, служил на крейсере «Edinburgh». Его мать — Бэрил Ирвинг (в девичестве Ньювингтон) была иллюстратором и автором детских книг. 2 мая 1942 года, при эскортировании конвоя QP-11 (Мурманск — Рейкьявик, золотой платёж за ленд-лиз) крейсер был потоплен в Баренцевом море немецкой подлодкой U-456. Отец Дэвида Ирвинга выжил, но вскоре после трагедии прекратил все отношения с женой и детьми.
После школы Дэвид поступил на физический факультет в Лондонский имперский колледж. Во время учёбы работал в редакциях студенческих газет. В 1959 году его статьи в газете Carnival Times вызвали громкий скандал — в дополнении к журналу он добавил статью, в которой назвал Гитлера «величайшей объединяющей силой Европы со времён Карла Великого». Ирвинга обвиняли в антисемитизме, поддержке апартеида в Южной Африке и расизме. Сам же Ирвинг заявлял, что это была сатира.

### Писатель
После работы редактором в Carnival Times Ирвинг уехал в ФРГ в 1959 году, чтобы начать работу в Thyssen AG в Рурской долине и выучить немецкий язык. Затем он переехал в Испанию, чтобы работать клерком на авиабазе. Там он познакомился со своей первой женой.
В начале 1960-х годов Ирвинг много общался с нацистским коллаборантом и антисемитом Генри Уиксом, другом и сокамерником фашиста Арнольда Лиза. Убеждения Викса о еврейском заговоре оказали большое влияние на Ирвинга.
В 1962 году он написал для немецкого журнала Neue Illustrierte серию из 37 статей о стратегических бомбардировках Германии союзниками. Эти статьи стали основой для его будущей книги «Уничтожение Дрездена» (1963), в которой он рассказывает о бомбардировке Дрездена в феврале 1945 года. В Великобритании 1960-х годов активно обсуждалась моральная сторона ковровых бомбардировок гражданского населения Германии, поэтому иллюстрированная книга Ирвинга вызвала большой интерес и стала бест-селлером.
В 1965 Ирвинг переводит на английский мемуары Вильгельма Кейтеля.
В 1967 году — публикует книгу «Несчастный случай: Смерть генерала Сикорского. Архивировано 15 февраля 2019 года.», в которой утверждает, что авиакатастрофа, в которой погиб польский главнокомандующий и премьер министр Польши в изгнании Владислав Сикорский, была подстроена по приказу Уинстона Черчиля. Также в 1967 году Ирвинг выпускает две книги — «Дом вируса» о немецкой ядерной программе и «Уничтожение конвоя PQ-17», в которой возлагает на капитана Джона Брума ответственность за потерю стратегических грузов, предназначенных по ленд-лизу для СССР.
В 1977 Ирвинг публикует ревизионистскую книгу «Война Гитлера», в которой утверждает, что дневник Анны Франк — это фальсификация, которая была написана Мейером Левиным совместно с отцом девочки. Как писал сам Ирвинг, в книге он «пытался увидеть войну глазами Гитлера с его рабочего места». В этой работе Гитлер показан рациональным и умным политиком, чья цель заключалась в процветании Германии. Черчилль, наоборот, показан виновником эскалации войны. В своей книге Ирвинг утверждает, что Генрих Гиммлер и Рейнхард Гейдрих не являлись инициаторами Холокоста, так как не существует прямого приказа Гитлера. На протяжении десятилетий Ирвинг предлагал вознаграждение в 1000 фунтов тому, кто сможет найти такой приказ.

### Исторический ревизионизм
Участвовал в конференциях, организованных американским Институтом пересмотра истории.
Идеи Ирвинга были опровергнуты историками Х. Тревор-Ропером, М. Бросцатом и другими.
Как отмечает британский историк Ричард Эванс: «Никакой научной ценности его работы не представляют».

## Иск к Деборе Липштадт
В 1993 году американский историк Дебора Липштадт опубликовала книгу «Denying the Holocaust: The Growing Assault on Truth and Memory», посвященную отрицателям Холокоста и их аргументации, в частности Дэвиду Ирвингу.
Поначалу единственной реакцией Ирвинга на выход книги было появление на одном из выступлений Липштадт в Атланте, где он повторил своё давнее обещание выдать 1000 долларов каждому, кто докажет историческую достоверность «окончательного решения еврейского вопроса».
В 1996 году Ирвинг подал иск в британский суд на Дебору Липштадт и издательство Penguin Books с обвинением в клевете и нанесении ущерба своей научной и деловой репутации. Ирвинг подчеркивал, что выступает не против права своих противников иметь собственное мнение и подвергать нападкам чужое, а против клеветы и обвинений в неонацизме.
11 апреля 2000 года судья Грей огласил 333-страничный вердикт. Претензии Ирвинга были отвергнуты, он получил требование оплатить 3 млн фунтов в качестве компенсации судебных издержек. Суд установил, что Ирвинг намеренно манипулировал данными, и что это было вызвано его антисемитизмом. В судебном решении Ирвинг назван антисемитом и расистом.
По итогам процесса журналист Д. Гуттенплан опубликовал книгу, в которой изложил взгляды обеих сторон. Многие крупные газеты комментировали процесс и вердикт суда. В частности, Нью-Йорк Таймс написала:

Этот вердикт не оставляет камня на камне от утверждения, что Ирвинг — это нечто большее, чем доморощенный защитник Гитлера

Апелляция Ирвинга на решение суда была отклонена.
21 мая 2002 года судья постановил, что некредитоспособность ответчика не поможет избежать ему ответственности перед законом. Для оплаты судебных издержек Ирвинг был вынужден продать свой дом в Англии, а также объявил себя банкротом.
В 2016 году вышел фильм «Отрицание», частично основанный на материалах судебного процесса.

## Арест и суд в Австрии
В ноябре 2005 года Ирвинг приехал в Австрию, невзирая на выданный судом Вены в 1989 году ордер на его арест. Ордер был выдан на основании закона, который предусматривает уголовную ответственность за «отрицание, преуменьшение масштабов, одобрение или оправдание национал-социалистического геноцида и других преступлений национал-социалистов против человечности». Суд отказался освободить Ирвинга под залог.
Ирвинг признал свою вину в ходе судебного процесса и заявил о пересмотре своих взглядов на Холокост после 1991 года, когда он ознакомился с дневниками нацистского военного преступника Адольфа Эйхмана. Он заявил, что «нацисты действительно убили миллионы евреев».
Однако это не произвело впечатления на суд, а прокурор отметил, что Ирвинг и после 1991 года продолжал отрицать существование газовых камер. 20 февраля 2006 года Ирвинг был приговорён к трём годам тюремного заключения.
После этого многие общественные деятели, включая оппонентов Ирвинга, заявили, что заключение в тюрьму — плохой метод для утверждения исторической истины и имеет серьёзные негативные последствия для свободы слова.
После 13-месячного заключения суд заменил оставшийся срок на условный и депортировал его из страны. В суде при рассмотрении апелляции Ирвинг заявил, что «ошибался, когда говорил, что в Освенциме не было газовых камер». Выступая перед присяжными, Ирвинг добавил, что «никогда не отрицал убийство миллионов людей нацистами», и что он «не специалист по Холокосту».

## После тюрьмы
После выхода на свободу Ирвинг заявил в интервью газете Гардиан, что его отношение к Холокосту не изменилось и даже ещё более укрепилось в течение последних лет. Он по-прежнему утверждает, что газовые камеры Освенцима никогда не существовали, а Гитлер ничего не знал об уничтожении евреев в Европе. Ирвинг намерен опубликовать новые книги, в которых будет доказывать, что евреи были сами виноваты в том, что их уничтожали.
В дальнейшем с именем Ирвинга связано несколько скандалов. 18 мая 2007 года его выгнали с книжной ярмарки в Польше, куда он без приглашения привёз свои книги и попытался их рекламировать. 27 ноября 2007 года группа антифашистов и противников ксенофобии попыталась сорвать дебаты о свободе слова в Оксфорде, которые проходили с участием Ирвинга и лидера крайне правой Британской национальной партии Ника Гриффина.

## Киновоплощения
- Тимоти Сполл в фильме «Отрицание», Великобритания — США, 2016 год.